# Mess It Up (Gracie Abrams)
Mess It Up è un singolo della cantautrice statunitense Gracie Abrams, pubblicato il 7 maggio 2021.

## Tracce
1. Mess It Up – 2:51 (Gracie Abrams, Blake Slatkin)